# Емельняк, Дарюш
Дарюш (Дариуш) Емельняк (пол. Dariusz Jemielniak; 17 марта 1975, Варшава) — польский учёный-теоретик управления, адъюнкт-профессор Академии Леона Козьминского, руководитель центра Center for Research on Organizations and Workplaces (CROW). Автор многих трудов по менеджменту.

## Биография
Окончил варшавский лицей VI Liceum Ogólnokształcące im. Tadeusza Reytana, в 2000 году с отличием закончил Варшавский университет (факультет менеджмента).
В 2004 году Емельняк получил степень доктора философии в экономике в Университете Козьминского; в 2009 году получил степень хабилитированного доктора; в 2014 году стал профессором. В 2015 году был избран в Совет попечителей Фонда Викимедиа.
22 октября 2014 года присутствовал на открытии Памятника Википедии, установленного в польском городе Слубице.